# Lillselet (Edefors socken, Norrbotten)
Lillselet är en sjö i Bodens kommun i Norrbotten och ingår i Luleälvens huvudavrinningsområde. Sjön har en area på 0,217 kvadratkilometer och ligger 147,9 meter över havet.

## Delavrinningsområde
Lillselet ingår i det delavrinningsområde (735680-174091) som SMHI kallar för Inloppet i Mörtträsket. Medelhöjden är 189 meter över havet och ytan är 6,5 kvadratkilometer. Räknas de 40 avrinningsområdena uppströms in blir den ackumulerade arean 355,77 kvadratkilometer. Flarkån som avvattnar avrinningsområdet har biflödesordning 2, vilket innebär att vattnet flödar genom totalt 2 vattendrag innan det når havet efter 109 kilometer. Avrinningsområdet består mestadels av skog (63 procent) och sankmarker (16 procent). Avrinningsområdet har 0,22 kvadratkilometer vattenytor vilket ger det en sjöprocent på 3,4 procent.